# جون روث
جون روث (بالإنجليزية: John R. Roth)‏ هو عالم وراثة أمريكي، وباحث في علم وظائف الأعضاء البكتيري، وعالم أحياء تطورية. يشغل روث منصب أستاذ متميز للعلوم البيولوجية في جامعة كاليفورنيا، ديفيس.

## أعماله
اشتهر روث لدراسته الأولى عن هيكل وتنظيم الهستيدين في السالمونيلا، حيث ذهب إلى التحقيق في تنظيم نظم متنوعة مثل قمع الحممض النووي الريبوزي الناقل وثنائي نوكليوتيد الأدنين وأميد النيكوتين وأيض فيتامين بي 12 ئ- إلى جزيئات صغيرة مثل إيثانولامين وبروبانديول. طور روثبالتعاون مع ديفيد بوتستين ونانسي كليكنر استخدام الجين القافز كأدوات وراثية. وكنتيجة ثانوية للدراسة التي أجراها على الناقلات، طور اهتمامًا بالكروموسومات، والتي تتكرر في البكتيريا. وقد قام مؤخرًا بتأليف العديد من الأوراق حول تورط طفرات ذات تأثير الطفرة على التطور تحت الاصطفاء طبيعي.
درس جون روث ديفيد بوتستين ورون ديفيس والعديد من العلماء في دورة متقدمة علم الوراثة البكتيرية المتقدمة في مختبر كولد سبرينغ هاربور كيفية استخدام الجين القافز وغيرها من الأدوات الجينية الجزيئية الحديثة لتحليل البكتيريا، مما أدّى إلى التقدم الهام في فهمنا لعلم الوراثة وعلم وظائف الأعضاء في البكتيريا.

## الجوائز
أصبح روث في عام 1988 عضوًا في الأكاديمية الوطنية للعلوم، وحصل على وسام توماس هانت مورغان في عام 2009 من جمعية علم الوراثة في أمريكا.
منحت الجمعية الأمريكية لعلم الأحياء الدقيقة في عام 2015 جائزة الإنجاز مدى الحياة.و في عام 2011، نشرت الجمعية الأمريكية لعلم الأحياء الدقيقة تكريمًا له ("إغراء الجينات البكتيرية: تحية لجون روث").